# Pallacanestro Treviso 2006-2007
Questa voce raccoglie le informazioni riguardanti la Pallacanestro Treviso nelle competizioni ufficiali della stagione 2006-2007.

## Stagione
La stagione 2006-2007 della Pallacanestro Treviso sponsorizzata Benetton, è la 23ª nel massimo campionato italiano di pallacanestro, la Serie A.
All'inizio della nuova stagione la Lega Basket decise di modificare il regolamento riguardo al numero di giocatori stranieri da schierare contemporaneamente in campo che venne ridotto a sei, con anche la possibilità di impiegare fino a quattro giocatori extracomunitari.

## Roster
Aggiornato al 28 dicembre 2021.
| Benetton Treviso 2006-2007 | Benetton Treviso 2006-2007 |
| Giocatori                  | Staff tecnico              |
| -------------------------- | -------------------------- |

| N. | Naz.                                       | Ruolo | Nome               | Anno | Alt.   | Peso   |  |
| -- | ------------------------------------------ | ----- | ------------------ | ---- | ------ | ------ |  |
| 4  | Stati Uniti (bandiera)                     | G     | Terrell Lyday      | 1978 | 191 cm | 88 kg  |  |
| 5  | Stati Uniti (bandiera)                     | GA    | Bryant Smith       | 1977 | 196 cm | 95 kg  |  |
| 6  | Grecia (bandiera)                          | P     | Nikos Zīsīs        | 1983 | 196 cm | 90 kg  |  |
| 7  | Italia (bandiera)                          | AP    | Matteo Soragna (C) | 1975 | 196 cm | 95 kg  |  |
| 8  | Regno Unito (bandiera)                     | A     | Nick George        | 1982 | 200 cm | 95 kg  |  |
| 9  | Italia (bandiera)                          | G     | Marco Mordente     | 1979 | 191 cm | 88 kg  |  |
| 10 | Slovenia (bandiera)                        | AC    | Erazem Lorbek      | 1984 | 209 cm | 110 kg |  |
| 11 | Italia (bandiera)                          | G     | Roberto Rullo      | 1990 | 192 cm | 80 kg  |  |
| 12 | Italia (bandiera)                          | AC    | Andrea Renzi       | 1989 | 206 cm | 103 kg |  |
| 13 | Stati Uniti (bandiera) · Italia (bandiera) | PG    | Matt Santangelo    | 1977 | 186 cm | 80 kg  |  |
| 13 | Italia (bandiera)                          | C     | Gino Cuccarolo     | 1987 | 220 cm | 120 kg |  |
| 14 | Stati Uniti (bandiera)                     | G     | Richie Frahm       | 1977 | 196 cm | 95 kg  |  |
| 15 | Italia (bandiera)                          | C     | Angelo Gigli       | 1983 | 211 cm | 104 kg |  |
| 16 | Italia (bandiera)                          | PG    | Luca Sottana       | 1982 | 186 cm | 84 kg  |  |
| 16 | Stati Uniti (bandiera)                     | AP    | Preston Shumpert   | 1979 | 198 cm | 95 kg  |  |
| 17 | Stati Uniti (bandiera)                     | AG    | Spencer Nelson     | 1980 | 203 cm | 100 kg |  |
| 18 | Stati Uniti (bandiera)                     | AC    | Marcus Goree       | 1977 | 203 cm | 116 kg |  |
| 19 | Stati Uniti (bandiera) · Italia (bandiera) | C     | Joey Beard         | 1975 | 210 cm | 110 kg |  |
| 20 | Italia (bandiera)                          | AG    | Niccolò Martinoni  | 1989 | 202 cm | 95 kg  |  |
| -  | Italia (bandiera)                          | G     | Federico Loschi    | 1990 | 195 cm |        |  |
| -  | Italia (bandiera)                          | G     | Cesare Monzardo    | 1989 | 194 cm |        |  |
| -  | Italia (bandiera)                          | AP    | Andrea Muner       | 1990 | 196 cm |        |  |
| -  | Italia (bandiera)                          | G     | Daniele Sandri     | 1990 | 195 cm | 81 kg  |  |
| -  | Italia (bandiera)                          | GA    | Gianluca Valesin   | 1992 | 190 cm |        |  |

| Allenatore |
| - / David Blatt                                                                                                  |
| Assistente/i |
| - Kęstutis Kemzūra (fino al 24 gennaio) - Francesco Vitucci Legenda - (C) Capitano - (IN) Inattivo - Infortunato |

- Preparatore Atletico: Francesco CUZZOLIN
- Medico Sociale: Angelo MOTTA
- Medico Sociale: Massimo ZAMUNER
- Fisioterapista: Luca ANTENUCCI
- Massaggiatore: Nereo RIGHETTI

## Mercato

### Sessione estiva
| Acquisti | Acquisti             | Acquisti         | Acquisti      | Acquisti |
| R.       | Nome                 | da               | Modalità      |          |
| -------- | -------------------- | ---------------- | ------------- | -------- |
| G        | Richie Frahm         | Houston Rockets  | definitivo    |          |
| AG       | Spencer Nelson       | Bamberga         | definitivo    |          |
| C        | Angelo Gigli         | Pall. Reggiana   | definitivo    |          |
| G        | Terrell Lyday        | Ural Great Perm' | definitivo    |          |
| C        | Joey Beard           | Pall. Reggiana   | definitivo    |          |
| A        | Nick George          | VCU Rams         | definitivo    |          |
| G        | Roberto Rullo        | Virtus Siena     | definitivo    |          |
| AG       | Niccolò Martinoni    | Robur Varese     | definitivo    |          |
| AC       | Andrea Renzi         | Basket Livorno   | definitivo    |          |
| AG       | Guilherme Giovannoni | B.K. Kiev        | fine prestito |          |

| Cessioni | Cessioni             | Cessioni          | Cessioni          | Cessioni |
| R.       | Nome                 | a                 | Modalità          |          |
| -------- | -------------------- | ----------------- | ----------------- | -------- |
| C        | Andrea Bargnani      | Toronto Raptors   | rescissione       |          |
| PG       | Drew Nicholas        | Efes Pilsen       | fine contratto    |          |
| AC       | Travon Bryant        | Skyl. Francoforte | fine contratto    |          |
| AP       | Ernests Kalve        | Gießen 46ers      | prestito          |          |
| C        | Petar Popović        | Stella Rossa      | fine contratto    |          |
| GA       | Ramūnas Šiškauskas   | Panathīnaïkos     | fine contratto    |          |
| AC       | Uroš Slokar          | Toronto Raptors   | fine contratto    |          |
| C        | Andrea Crosariol     | Virtus Bologna    | prestito          |          |
| P        | Olivier Ilunga       | 08 Stockholm      | riscatto prestito |          |
| AG       | Guilherme Giovannoni | Virtus Bologna    | fine contratto    |          |

### Dopo l'inizio della stagione
| Acquisti | Acquisti         | Acquisti          | Acquisti         | Acquisti   |
| R.       | Nome             | da                | Data             | Modalità   |
| -------- | ---------------- | ----------------- | ---------------- | ---------- |
| GA       | Bryant Smith     | Scafati Basket    | 16 novembre 2006 | definitivo |
| AP       | Preston Shumpert | Fortitudo Bologna | 26 dicembre 2006 | definitivo |
| AC       | Erazem Lorbek    | Málaga            | gennaio 2007     | prestito   |

| Cessioni | Cessioni        | Cessioni       | Cessioni         | Cessioni                 |
| R.       | Nome            | a              | Data             | Modalità                 |
| -------- | --------------- | -------------- | ---------------- | ------------------------ |
| PG       | Luca Sottana    | Reyer Venezia  | 30 ottobre 2006  | prestito                 |
| PG       | Matt Santangelo |                | 4 dicembre 2006  | fine contratto, ritirato |
| A        | Nick George     | A. Costa Imola | gennaio 2007     | rescissione              |
| AC       | Erazem Lorbek   | Málaga         | febbraio 2007    | fine prestito            |
| C        | Joey Beard      | Pall. Reggiana | 10 febbraio 2007 | rescissione              |